# Podrzeczne
Podrzeczne (biał. Падрэчныя, Padrecznyja; ros. Подречные, Podriecznyje) – dawny chutor na Białorusi, w obwodzie witebskim, w rejonie brasławskim, w sielsowiecie Dalekie.

## Historia
W latach 1921–1945 wieś leżała w Polsce, w województwie nowogródzkim (od 1926 w województwie wileńskim), w powiecie brasławskim, w gminie Widze.
Według Powszechnego Spisu Ludności z 1921 roku zamieszkiwało tu 39 osób, 26 było wyznania rzymskokatolickiego a 13 staroobrzędowego. Jednocześnie wszyscy mieszkańcy zadeklarowali polską przynależność narodową. Było tu 6 budynków mieszkalnych. W 1931 w 12 domach zamieszkiwało 47 osób.
Miejscowość należała do parafii rzymskokatolickiej w Widzach. Podlegała pod Sąd Grodzki w m. Turmont i Okręgowy w Wilnie; właściwy urząd pocztowy mieścił się w Widzach.
W okresie radzieckim miejscowość miała status chutoru. Została zlikwidowana w 1976 roku.